# Elevado de la avenida Presidente Medina
El Elevado de la avenida Presidente Medina (o avenida Victoria) es una infraestructura vial que conecta la avenida del mismo nombre con las avenidas Fuerzas Armadas, Nueva Granada y Antonio Guzmán Blanco (cota 905) en el sector conocido como El Peaje.
Este elevado es parte del conjunto de soluciones viales que desarrolló el Ejecutivo Nacional en la ciudad de Caracas y otras capitales del país, para mejorar la vialidad y disminuir el congestionamiento vehicular.
La responsabilidad de esta obra estuvo en manos del Ministerio del Poder Popular para el Transporte Terrestre y Obras Públicas bajo la retoría del entonces Ministro Haiman El Troudi. La inversión fue de BsF. 247 millones y fue realizado en solo 6 meses.

## Antecedentes
El crecimiento de la vialidad en la ciudad capital tuvo su principal auge entre las décadas de 1950 y principios 1960, con la construcción de importantes avenidas y calles que prestaban servicio a una población creciente. Sin embargo, la falta de planificación en materia urbanística en los años siguientes ocasionó que se presentara un importante congestionamiento vehicular en forma progresiva.
Para sortear las dificultades en el sector El Peaje, donde empalmaban las avenidas Nueva Granada, Presidente Medina, Fuerzas Armadas y Antonio Guzmán Blanco, en la década de 1970 se instaló un elevado metálico de 300 metros que conectaba la avenida Nueva Granada con las Fuerzas Armadas en dirección norte, mientras que la dirección sur tenía un cruce en la parte inferior donde era recurrente un fuerte congestionamiento por el semáforo.
Este elevado metálico estuvo de pie hasta febrero de 2012 cuando fue desmontado debido a las obras del BusCaracas que transita entre las avenidas Nueva Granada y Fuerzas Armadas, por lo que se implementó un sistema de semáforos inteligentes para el cruce vial entre avenidas.
Sin embargo con el tiempo se volvieron a presentar problemas de congestionamiento, por lo que se diseñó dentro del plan de soluciones viales para Caracas un proyecto de elevado entre la avenida Presidente Medina y la Antonio Guzmán Blanco, con una bifurcación que permite el ingreso de tránsito desde la avenida Fuerzas Armadas en dirección sur hacia la avenida Presidente Medina.

## Construcción e inauguración del elevado
El entonces ministro del Poder Popular para el Transporte Terrestre y Obras Públicas, Haiman El Troudi dio inicio a las obras de construcción del elevado el 13 de mayo de 2015. A diferencia de los primeros tres elevados de concreto armado que fueron construidos en la capital del país dentro del Plan de Soluciones Viales para Caracas, este cuenta con una trayectoria curva, con una rampa tipo ramal para incorporación de tránsito con un semáforo en la parte superior para coordinar en dicho cruce.
La estructura fue proyectada para tener una longitud de 360 metros, de los cuales 112 eran de rampas y 248 de puente elevado, con dos canales de circulación (uno por cada sentido) y un ancho de 14,6 metros, excepto la rampa de incorporación de la avenida Fuerzas armadas que tiene un ancho de 7,3 metros y un solo canal.
La construcción de este elevado se cumplió en seis meses, a pesar de las dificultades técnicas que representaba, ya que debía garantizarse el paso en los dos canales del BusCaracas y la conexión entre las avenidas Fuerzas Armadas y Nueva Granada, que comunican el norte y el sur del municipio Libertador de Caracas.
Las obras culminaron y su inauguración se realizó el 10 de noviembre de 2015, beneficiando a más de 450 mil personas, con el tránsito promedio de 36 mil vehículos diarios y disminuyendo el tiempo de tránsito por el sector de El Peaje y Roca Tarpeya.
En todo el proceso de diseño y construcción del Elevado Presidente Medina se empleó un 100% de personal venezolano y se utilizaron materiales de producción nacional.

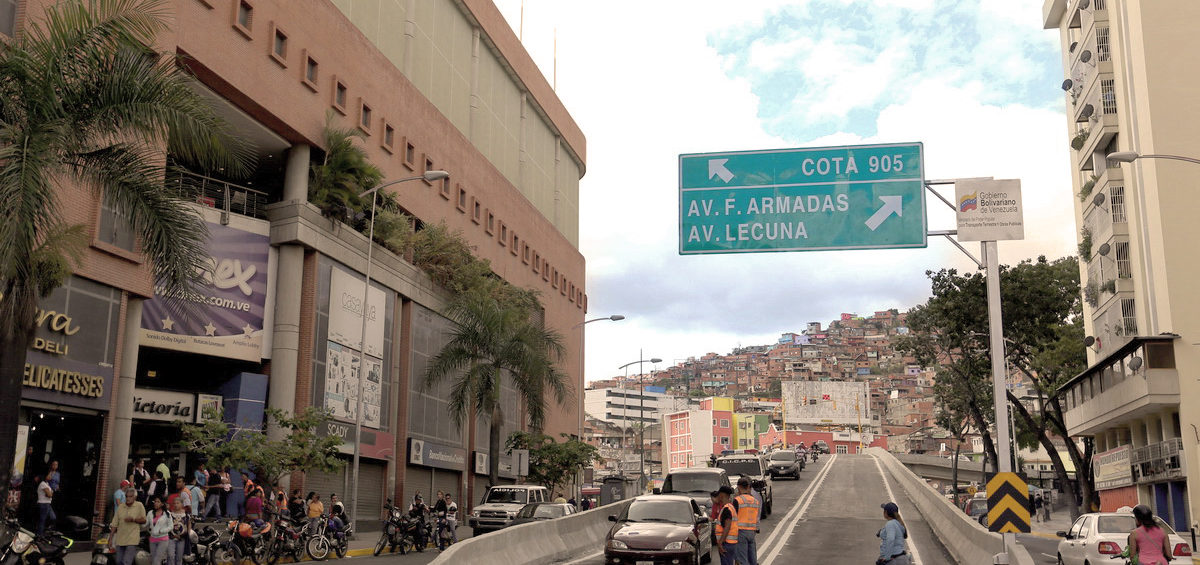
Elevado Presidente Medina
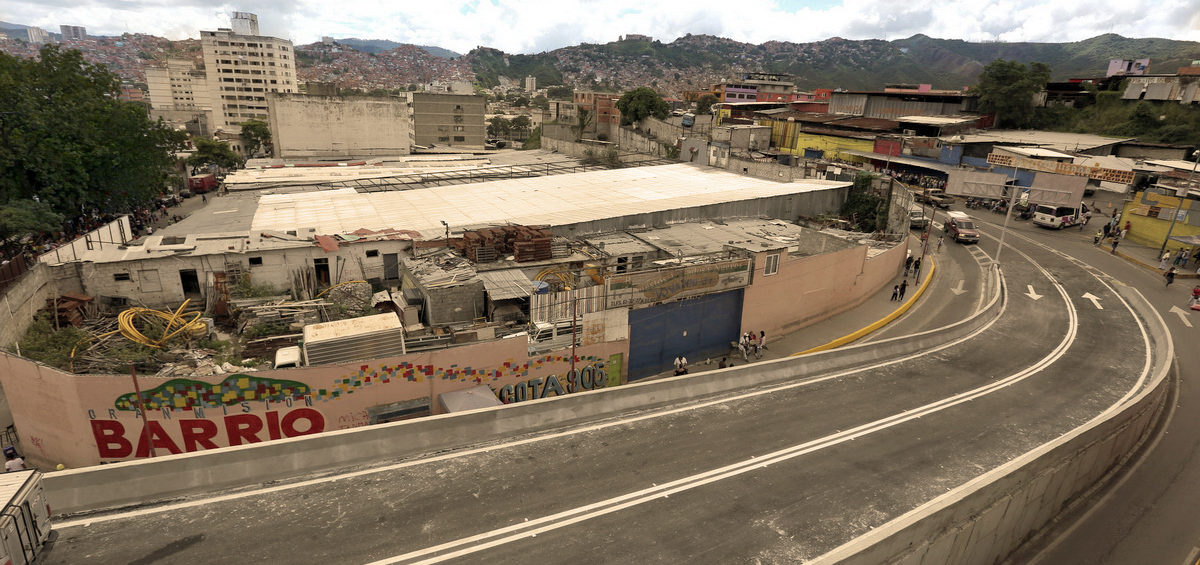
Elevado Presidente Medina
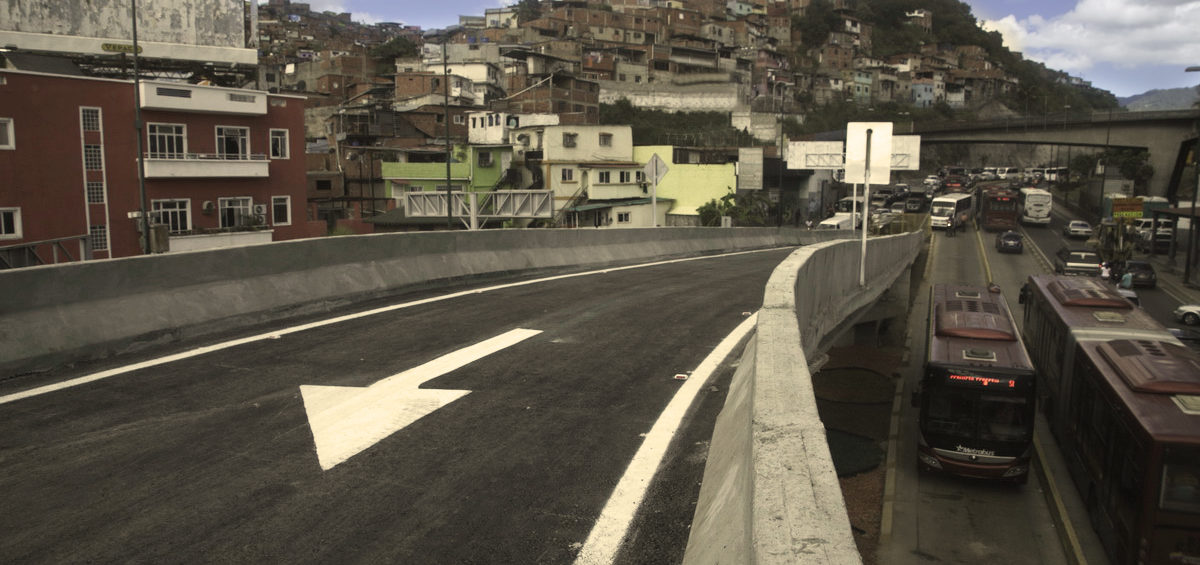
Elevado Presidente Medina
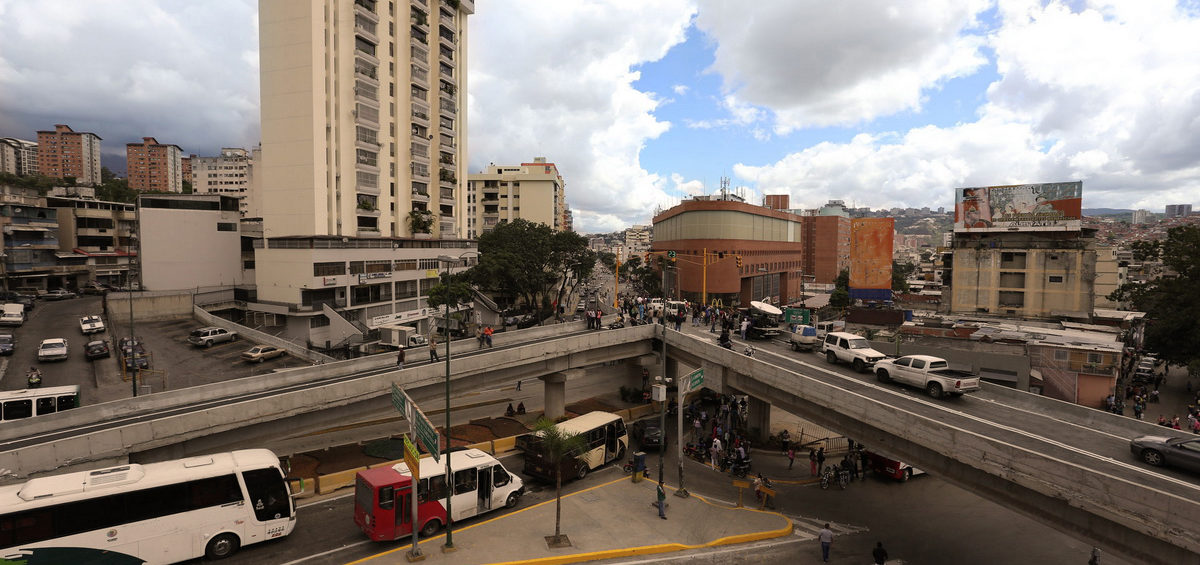
Elevado Presidente Medina
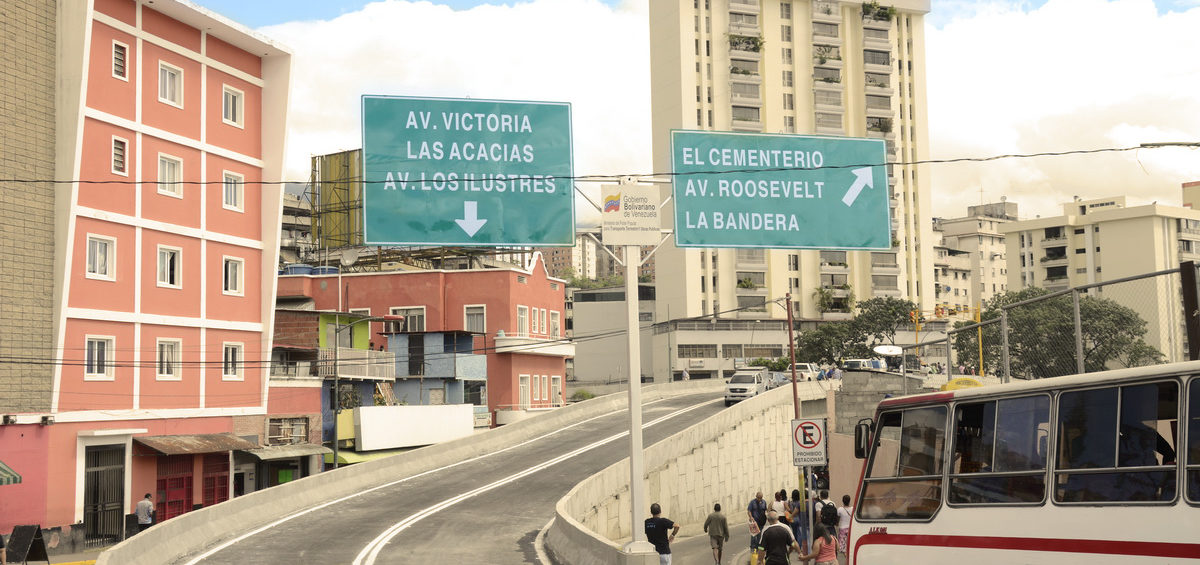
Elevado Presidente Medina

## Datos técnicos
- Inversión: BsF. 275Millones
- Materiales: Concreto Armado y Acero
- Tiempo de construcción: 6 meses
- Longitud: 360 metros
- Ancho: 14,6 metros
- Canales: 2 (uno en cada sentido)
- Rampas: 3